# Przedgórze
Przedgórze – równinny, przeważnie lekko falisty obszar rozciągający się równolegle wzdłuż pasma górskiego. Przedgórze położone jest po przeciwnej stronie pasma górskiego w stosunku do kierunku działania sił ruchów górotwórczych, które spowodowały wypiętrzenie gór i pofałdowanie terenu przed pasmem górskim. 
Obszar położony przed pasmem górskim od strony działania  sił ruchów górotwórczych zwany jest zagórzem.
Skrajna część przedgórza zwana jest podgórzem.
Na przykładzie Sudetów: siły wynoszące Sudety działały z południa, stąd przedgórze Sudetów znajduje się po ich północnej stronie, a zagórze – po południowej.